# 松茂町
松茂町（日语：／ Matsushige chō */?）是位於日本德島縣東北部的町，為德島市與鳴門市的通勤城鎮。東邊面向紀伊水道，全區坐落於舊吉野川與今切川的出海口。境內除設有德島機場外，還有四國橫斷自動車道等多項建設興建中，預期將使松茂町成為四國的交通要衝。當地許多地方為過去以圍墾產生的海埔新生地。因圍墾時會在堤防上種植松樹，後來便以「松茂」作為地名。

## 地理
松茂町共有五條河川流經，分別為舊吉野川、今切川、鍋川、大谷川與中須入江川。根據統計，2018年松茂町的年均溫約為17.1℃，年降雨量則為1760毫米。當地經常受到梅雨和颱風侵襲帶來的破壞。

## 歷史
1889年實施町村制時，便以此名設立為「松茂村」。1961年8月1日改制為松茂町。

## 交通
松茂町内設有德島機場，距離當地最近的火車站則是四國旅客鐵道鳴門線的教會前站與金比羅前站。

## 外部連結
- （日語） 松茂町商工會 （页面存档备份，存于）